# Alexander Wallace
Alexander „Alec“ Wallace (* 1872 in Darwen, Lancashire; † 1950 in Bolton, Lancashire) war ein englischer Fußballprofi, der auf der Position des Linksaußen spielte.

## Karriere
Seine Karriere begann bei Blackpool, bevor er in der Saison 1893/94 zu Ardwick (1894 in Manchester City umbenannt) wechselte. 1894 wechselte er, gemeinsam mit seinen Mitspielern Mitchell Calvey, Archibald Ferguson und Tom Little zu Baltimore Orioles F.C. in der neu gegründeten American League of Professional Football. Die meisten Teams wurden von Besitzern aus der National Baseballleague als Gegengewicht zur American Football Association gegründet und die Trainer kamen, falls sie nicht Spielertrainer waren, meist von den zugehörigen Baseballmannschaften. Die Orioles hatten einen Fußballcoach und importierte Spieler und gewannen so die Spiele leicht. Die amerikanische regierung drohte der Liga, die Nutzung von ausländischen Fußballprofis zu untersuchen. Angesichts der Drohung, des schwachen Besuchs und des Unwillens der Eigentümer, die Liga weiter zu unterstützen löste sich die Liga bald auf.
Nach der Rückkehr nach England konnte Wallace bis 1897 kein Engagement mehr finden, während Tom Little bei Manchester City verziehen wurde. 1897 unterschrieb er einen Vertrag bei Small Heath, auf Grund der langen Spielpause kam er aber nur zwei Mal zum Einsatz und er wechselte zu Hereford Thistle, einem Verein außerhalb des englischen Ligasystems.
Er starb 1950 in Bolton, Lancashire.

## Vereine
- Blackpool
- Ardwick
- Baltimore Orioles F.C.
- Small Heath,
- Herford Thistle